# Spilosmylus tristis
Spilosmylus tristis är en insektsart som beskrevs av Bo Tjeder 1957. Spilosmylus tristis ingår i släktet Spilosmylus och familjen vattenrovsländor. Inga underarter finns listade i Catalogue of Life.